# 雪が谷検車区
雪が谷検車区（ゆきがやけんしゃく）は、東京都大田区に存在する、東急電鉄の車両基地である。

## 概要
池上線・東急多摩川線全車両が所属する。世田谷線車両は雪が谷検車区上町班が担当する。
構内は雪が谷大塚駅寄りの留置線、洗浄線などの敷地と公道（雪が谷大塚2号踏切）を挟んだ検車区・管理棟を備えた敷地に分かれている。前者は留置線5線のほか、通路線1線、手洗浄作業線2線と車両洗浄装置1基、保線区留置線2本を備えている。後者は屋根付検査場が2線（1線は車輪転削盤設置）、留置線3線、修繕線1線と検車区管理棟がある。修繕線にはクレーンと台車トラバーサー等を備えており、故障機器の交換時に使用する。
- 敷地面積: 8,980m2
- 建物面積: 2,030m2
- 最大留置車両数: 24編成72両（終電後、通常時は23編成留置)

池上電気鉄道開通当初は、池上駅（現在の同駅は若干移設されている）南側に小規模な車両基地（木造の小屋で、2線のみ）が設けられていた。1923年（大正12年）5月に雪ケ谷駅（現・雪が谷大塚駅）まで延伸した際、調布大塚駅 - 御嶽山駅間に移転した。その後、1943年（昭和18年）6月に雪ケ谷駅と調布大塚駅が統合され、現在の雪が谷検車区の場所へ移転した。

## 歴史
- 1922年（大正11年）10月6日：池上電気鉄道開通時、池上駅に車両基地が併設[3]。
- 1923年（大正12年）5月4日：雪ヶ谷駅（現・雪が谷大塚駅）までの延伸に伴い、車両基地も調布大塚駅近くに移転[4]。
- 1933年（昭和8年）6月1日：雪ケ谷駅と調布大塚駅の統合に伴い、「池上電気鉄道雪ケ谷電車庫」として現在地に移転[1]。
- 1934年（昭和9年）10月1日：目黒蒲田電鉄との合併により、元住吉工場の雪ケ谷派出所となる[1]。
- 1943年（昭和18年）：（東京急行電鉄）雪ケ谷工場へ昇格[1]。
- 1948年（昭和23年）：目蒲線・大井町線・池上線を管轄する車両基地として奥沢に目黒検車区を設置[5]。
- 1951年（昭和26年）10月16日[5]：東横線元住吉工場の拡張工事が完成し、雪ケ谷工場で行っていた定期検査・修繕業務は東横線元住吉工場へ移管する[1]。目黒検車区から池上線を管轄する雪ケ谷検車区を分離[5]。雪ケ谷検車区が発足（後に雪ケ谷→雪が谷に改称）。
- 1988年（昭和63年）9月16日[5]：目蒲線を管轄していた奥沢検車区を雪が谷検車区に統合し、奥沢検車区は雪が谷検車区奥沢班（奥沢列車検査班）となる[5]。
- 2000年（平成12年）8月6日[5]：目蒲線の目黒線・東急多摩川線への系統分離に伴い、雪が谷検車区奥沢班が廃止される（目黒線車両は元住吉検車区に所属）。同時に世田谷線を管轄していた長津田検車区上町班が雪が谷検車区に移管され、上町班は雪が谷検車区上町班となる[5]。雪が谷検車区奥沢班のあった奥沢車庫は元住吉検車区奥沢車庫となる。

## 所属車両
- 1000系（1500番台除く）: 3両編成6本（18両）
- 1000系1500番台: 3両編成10本（30両）
- 7000系: 3両編成15本（45両）